# Pitagorasz-tétel

A tétel egyik bizonyítása.

A Pitagorasz-tétel vagy Pitagorasz tétele az euklideszi geometria egyik alapvető állítása. A párhuzamossági posztulátum mellett az euklideszi geometria egyik központi tétele, nem-euklideszi rendszerekben (mint pl. a Minkowski-geometria) nem is feltétlenül érvényes. Felfedezését és első bizonyítását az i. e. 6. században élt matematikusnak és filozófusnak, Püthagorasznak tulajdonítják, pedig indiai, kínai és babilóniai matematikusok már ismerték a tételt jóval Püthagorasz előtt, és a kínaiak bizonyítást is adtak rá.

## A tétel
Bármely derékszögű háromszög leghosszabb oldalának (átfogójának) négyzete megegyezik a másik két oldal (a befogók) négyzetösszegével. Tehát: ha egy háromszög derékszögű, akkor a leghosszabb oldalára emelt négyzet területe a másik két oldalra emelt négyzetek területének összegével egyenlő.
A szokásos jelölésekkel (c az átfogó): {\displaystyle a^{2}+b^{2}=c^{2}}.
A Pitagorasz-tétel másik megfogalmazása:
Tetszőleges derékszögű háromszögben a befogók fölé írt négyzetek területeinek összege megegyezik az átfogó fölé írt négyzet területével.

## A tétel bizonyításai
A tételnek, mivel központi jelentőségű az euklideszi geometriában, nagyszámú bizonyítása van. Itt ezek közül mutatunk be néhányat. A bizonyítások két csoportba sorolhatóak: a geometriai és az algebrai jellegűek közé. A geometriai bizonyítások jellemzően területátalakításokat használnak ki, míg az algebraiak, még ha geometriai megfontolásokból indulnak is ki, kifejezésekkel operálnak.

### Geometriai bizonyítások

#### Hindu bizonyítás
A tétel jelen bizonyítását először Bhászkara hindu matematikus írta le, ezért is nevezik hindu bizonyításnak. A legtöbb igazoláshoz hasonlóan területátalakítást végez el, így geometriai módszernek tekintjük.
A fenti képről leolvasható a tétel bizonyítása. Mindkét nagy négyzet egyenlő területű, tehát ha mindkét oldalon elhagyjuk az azonos területű 4-4 háromszöget, akkor a maradék területének is egyeznie kell. Bal oldalt két, jobb oldalt egy négyzet marad, amelyek területe az egyenlet bal, illetve jobb oldalát adják.
Felhasználtuk, hogy
1. a háromszögek területe egyezik, mivel két oldaluk (a és b) illetve az általuk közbezárt szögek megegyeznek.
2. a jobb oldalon lévő rombusz (minden oldala c) négyzet, mivel minden szöge 90° ( 180°-(α+β), ahol α, β az ábrán lévő derékszögű háromszögek hegyesszögei  ), tehát szögei megegyeznek, tehát derékszögek.

Ez a bizonyítás Pitagorasz tételét és nem annak megfordítását bizonyítja.

#### Arab bizonyítás

A tétel bizonyítása metszéssel

Helyezzük egymás mellé az a és a b oldalú négyzeteket úgy, hogy egy oldaluk egymáson feküdjön, másik oldaluk pedig egy egyenesen legyen (lásd az animált ábrát a jobb oldalon). Így kapjuk az ABGHIF hatszöget. Az AB oldalon vegyük fel a J pontot úgy, hogy FJ=JG=c legyen.  Ekkor
{\displaystyle AJF\triangle \equiv BGJ\triangle .}
Ha ezeket a háromszögeket az FI, illetve a GH oldalra másoljuk, kapjuk a JGLF négyzetet. Ennek oldalhossza c.
Az eredeti két négyzet területe tehát egyenlő a mpst kapott négyzetével, ami a tétel állítása. QED
A tétel ilyen módon való bizonyításával (illetve egy ehhez nagyon hasonlóval) Tábit ibn Kurra kéziratában találkozni először, ezért is nevezik arab bizonyításnak. A kiinduló síkidom alakja okán germán nyelvterületen a „Stuhl der Braut“, azaz menyasszony széke néven is ismert.
A bizonyítás előnye, hogy kis helyet igényel, és meglehetős gyorsasággal konkrét esetben meg is szerkeszthető, ezért didaktikai okokból jobb választás lenne a hindu bizonyításnál.

### Algebrai bizonyítások

#### Bizonyítás befogótétellel
Mivel a befogótételt lehet hasonlósággal is igazolni, ez a bizonyítás nem okoz körkörös érvelést.
A tétel szerint a derékszögű háromszög befogója az átfogó és az átfogóra eső merőleges vetület mértani közepe.  Ha az a befogó vetületét x-szel, a b-ét c-x-szel jelöljük (c az átfogó), akkor
{\displaystyle \left.{\begin{aligned}a^{2}&=xc\\b^{2}&=(c-x)c\\\end{aligned}}\right\}\Rightarrow {\underline {a^{2}+b^{2}}}=xc+(c-x)c=xc+c^{2}-xc={\underline {c^{2}}}}

#### Bizonyítás hasonlósággal
Ismeretes, hogy egy síkidom területét valamely hosszúságparamétere négyzetének és egy, a síkidomra jellemző konstansnak a szorzataként lehet kiszámolni. A derékszögű háromszöget a magassága két hasonló háromszögre osztja fel, amik területének összege az eredeti háromszög területével kell egyenlő legyen.
Most válasszuk hosszparaméternek az átfogót, a területkonstans pedig legyen χ. A kis háromszögek átfogói a nagy háromszög befogói, így felírhatjuk a területeket:
{\displaystyle {\begin{aligned}T_{1}&=\chi \cdot a^{2}\\T_{2}&=\chi \cdot b^{2}\\T&=\chi \cdot c^{2}\end{aligned}}}.
Mint említettük, a kis háromszögek területösszege a nagy háromszög területe, ezért
{\displaystyle {\begin{aligned}T&=T_{1}+T_{2}\\\chi \cdot c^{2}&=\chi \cdot a^{2}+\chi \cdot b^{2}&/:\chi \\c^{2}&=a^{2}+b^{2}\end{aligned}}}

##### Megjegyzés
A bizonyítás nem használja ki az oldalakra írt síkidomok "négyzetségét", így sokkal általánosabb, mint a tétel állítása. Innen következményként adódik Hippokratész holdacskáinak a bizonyítása.

#### Bizonyítás különbségnégyzettel

Segédábra a különbségnégyzettel történő bizonyításhoz

Egy c oldalhosszúságú négyzet oldalainak belső oldalaira a háromszög megszerkeszthető. Ekkor középen egy a-b oldalhosszúságú négyzetet kapunk. A területekre felírható:
{\displaystyle c^{2}=4T_{\text{hszög}}+T_{\text{négyzet}}=4{\frac {ab}{2}}+(a-b)^{2}=2ab+a^{2}-2ab+b^{2}=a^{2}+b^{2}}
QED

#### Igazolás összegnégyzettel
Vegyük fel az a+b oldalhosszúságú négyzetet! Ennek oldalaira mérjük fel a háromszöget oly módon, hogy a befogók rendre a négyzet egy-egy oldalára illeszkedjenek. A négyzet területét kétféleképpen is kiszámolhatjuk:
{\displaystyle {\begin{aligned}T_{a+b}&=T_{c}+4\cdot T_{\triangle }\\(a+b)^{2}&=c^{2}+4\cdot {\frac {ab}{2}}\\a^{2}+2ab+b^{2}&=c^{2}+2ab&&\left/-2ab\right.\\a^{2}+b^{2}&=c^{2}\end{aligned}}}
QED

## A tétel megfordítása
(nem azonos magával a Pitagorasz-tétellel):

Ha egy háromszög két oldalhosszának négyzetösszege egyenlő a harmadik oldal hosszának négyzetével, akkor a háromszög derékszögű.
Ugyanez más megfogalmazásban:
Ha a, b és c pozitív számokra igaz, hogy {\displaystyle a^{2}+b^{2}=c^{2}}, akkor van olyan háromszög, amelynek ekkorák az oldalai, és a háromszög derékszögű (c az átfogó).
Az alábbiak akkor igazak, ha a szabály szerint, c-vel jelöljük az átfogót.

### A megfordítás bizonyítása
Tegyük fel, hogy az abc háromszög nem derékszögű, de a²+b²=c². Ekkor az a és b oldalakhoz létezik olyan c-től különböző c'  oldal, hogy abc'  derékszögű háromszög, amire tétel miatt igaz, hogy a²+b²=c'² , ugyanakkor  c≠c'. A c≠c' egyenlet mindkét oldalán elvégezve a behelyettesítést, azt kapjuk, hogy a²+b² ≠ a²+b², ami lehetetlen. Ellentmondásra jutottunk, tehát feltevésünk ellenkezője igaz: a háromszög derékszögű.

## Általánosítások
- A Pitagorasz-tétel fontos általánosítása a Tabit-tétel, ami az arab ibn Tabit nevéhez fűződik, és átvezet a tétel másik fontos általánosítása, a koszinusztétel felé.

- Érdekes folyománya a Pitagorasz-tétel a Ptolemaiosz-tételnek: A húrnégyszög átlóinak szorzata megegyezik a szemközti oldalak szorzatainak összegével, azaz {\displaystyle ef=ac+bd}. Ha az átlók egyenlők egymással, és a szemköztes oldalak is egyenlők, azaz {\displaystyle e=f}, {\displaystyle a=c} és {\displaystyle b=d}, akkor a húrnégyszögből téglalap lesz, és a Ptolemaiosz-tétel pontosan a Pitagorasz-tétel formáját veszi fel.
- Pitagorasz tételének általánosítása n dimenzióra[halott link]

## Érdekességek
- A geometria által vizsgált euklideszi tér leggyakoribb modellje a valós számhármasok tere, a geometria e modellre épülő felépítésében a Pitagorasz-tétel axiómaként (pontosabban, az euklideszi metrika definíciójaként) része a geometria alapvetésének.
- Történeti és didaktikai kiegészítés: Püthagorasz valószínűleg az átfogóra emelt négyzetekre vonatkozó egyenlőségként mondta ki a tételt, és talán tőle került bele ilyen formájában az Elemekbe. Tehát a görögök úgy gondolták, a Pitagorasz-tétel elsősorban területek egyenlőségét mondja ki. A hagyományos iskolai anyagban azonban egész más formájában, mint az oldalak hosszúságának négyzetére vonatkozó tétel szerepel, de bizonyítását mégis az itt közölt egyszerű átdarabolásos bizonyításhoz hasonló ún. „hindu bizonyítás” formájában szokás elvégezni. Ez a szó szoros értelmében, matematikailag nem helytelen, de mindenesetre sok kérdést vet fel, és szoros kapcsolatban van a szakaszok összemérhetetlenségének elméletével.
- A görögök közül tényleg sokan elhitték, hogy Püthagorasz fedezte fel az illető tételt. Egyik történetírójuk szerint amikor felfedezte, örömében száz ökröt áldozott az isteneknek. Ez azonban nagyon valószínűtlen – amint az már Cicerónak is szemet szúrt[3] – mivel a püthagoreusok nemcsak a lélekvándorlásban hittek, hanem, akárcsak a hinduk és buddhisták, abban is, hogy a halál után az emberi lélek állatokba is költözhet, ezért tartózkodtak az állatok öldöklésétől.
- A Pitagorasz-tételnek sokféle bizonyítása ismeretes, egy angol nyelvű honlap például több mint százhúsz bizonyítást sorol fel, de az ismert bizonyítások száma a háromszázat is elérheti. Persze az elemi matematikában mindig kérdés, hogy egy adott bizonyítás mire alapoz, például nem olyan állításokra-e, melyek közt már ott van maga a Pitagorasz-tétel is (ami a tétel igen fontos szerepe miatt, mivel szinte „mindenben ott van”, nem zárható ki).